# Дарий, Лилиан Васильевич
Лилиан Васильевич Дарий (рум. Lilian Darii; род. 6 октября 1970, с. Негурены, Теленештский район, Молдавская ССР, СССР) — молдавский государственный деятель и дипломат. Чрезвычайный и полномочный посол. Чрезвычайный и полномочный посол Республики Молдова в Российской Федерации, Киргизии, Казахстане и Таджикистане с 12 января 2022.
Заместитель министра иностранных дел и европейской интеграции Республики Молдова (2016—2017). Чрезвычайный и полномочный посол Республики Молдова в королевстве Бельгия и Великом Герцогстве Люксембург, Представитель Республики Молдова в НАТО (2018—2022).

## Биография
Родился 6 октября 1970 в селе Негурены Теленештского района Молдавской ССР.

### Образование
С сентября 1987 по июль 1993 учился на факультете математики и кибернетики Молдавского государственного университета (бакалавр прикладной математики).
С сентября 1995 по июнь 1997 учился на факультете международных отношений Академии государственного управления при Президенте Республики Молдова (магистр международных отношений).
С сентября 1997 по август 1998 учился в Институте философии, социологии и права Академии наук Республики Молдова. Доктор наук.
Владеет румынским, английским, французским и русским языками.

### Трудовая деятельность
С августа по декабрь 1998 — третий секретарь Управления европейской безопасности и военно-политических проблем министерства иностранных дел Республики Молдова.
С января по февраль 1999 — член контрольной миссии ОБСЕ в Косово.
С марта 1999 по июль 2000 — второй секретарь Управления европейской интеграции отдела Совета Европы министерства иностранных дел Республики Молдова.
С августа 2000 по апрель 2001 — политический советник Группы содействия ОБСЕ в Чечне.
С мая 2001 по март 2003 — заместитель главы Группы содействия ОБСЕ в Чечне (Россия).
С апреля 2003 по сентябрь 2004 — первый секретарь Управления европейской интеграции и Управления международной безопасности министерства иностранных дел Республики Молдова.
С октября 2004 по январь 2008 — политический советник Центра ОБСЕ в Бишкеке (Киргизия).
С февраля 2008 по октябрь 2011 — заместитель главы Центра ОБСЕ в Бишкеке.
С ноября по декабрь 2011 — советник главы Центра ОБСЕ в Бишкеке.
С января по май 2012 — старший советник International Alert (Киргизия).
С ноября 2012 по январь 2013 — посол по особым поручениям в области многостороннего сотрудничества министерства иностранных дел и европейской интеграции Республики Молдова (МИДЕИ).
С января 2013 по февраль 2016 — начальник генерального управления многостороннего сотрудничества МИДЕИ.
16 сентября 2014 присвоен дипломатический ранг «министр-посланник».
С 2 марта 2016 по 7 ноября 2017 — заместитель министра иностранных дел и европейской интеграции Республики Молдова.
С ноября 2017 по апрель 2018 — посол по особым поручениям МИДЕИ.
С 26 марта 2018 по 2 февраля 2022 — чрезвычайный и полномочный посол Республики Молдова в королевстве Бельгия и по совместительству в Великом Герцогстве Люксембург (с 5 сентября 2018), представитель Республики Молдова в НАТО.
С 16 февраля 2022 — чрезвычайный и полномочный посол Республики Молдова в Российской Федерации, и по совместительству в Киргизии (с 20 апреля 2022), Казахстане и Таджикистане (с 30 мая 2022).